# Ficus watkinsiana
Ficus watkinsiana, comúnmente conocido como la higuera Watkins, higuera pezón o la  higuera de hojas verdes de la Bahía Moreton es un Ficus hemiepífito que es endémico de Australia.  La especie existe en tres poblaciones – en el noreste de Queensland, en el sureste de Queensland y el noreste de Nueva Gales del Sur.

## Descripción
Ficus watkinsiana es un árbol monoico que crece hasta 35 m de alto. Sus hojas miden 51–217 mm de largo y 26–97 mm de ancho. Sus siconos son de color púrpura profundo a negro, 24–37 mm de largo y 18–29 mm de diámetro. Empieza su vida como una hemiepífita. En las selvas, la lucha constante por la luz es feroz. Un caso espectacular lo ejemplifican los Ficus watkinsiana. Sus pequeñas semillas afloran en las ramas de los árboles gigantescos de la selva tropical entre las heces de algún pájaro. Los epífitos son organismos que se fijan en otro organismo mayor. Es polinizado por avispas de los higos de los géneros Pegoscapus o Pleistodontes.

## Usos
El fruto es negro y moteado cuando está maduro, y es de buena calidad en sabor.

## Taxonomía
Ficus watkinsiana fue descrita por Frederick Manson Bailey y publicado en Botany Bulletin, Department of Agriculture, Queensland 2: 18. 1891.
Sinonimia
- Ficus bellingeri C.Moore in C.Moore & Betche
- Ficus simmondsii F.M.Bailey[1][4]